# ЮНИСЕФ
ЮНИСЕФ (акрон. англ. UNICEF, United Nations International Children’s Emergency Fund) — международная организация защиты детей, действующая под эгидой Организации Объединённых Наций. ЮНИСЕФ является преемником Международного фонда помощи детям (ICEF), созданного в 1946 году ООН.
ЮНИСЕФ функционирует благодаря взносам государств-членов ООН и частным пожертвованиям. Общий доход организации по состоянию на 2018 год составил 5,2 миллиарда долларов, из которых две трети поступили от государств-членов. Частные группы и отдельные лица предоставляют оставшуюся часть через национальные комитеты. По оценкам, 88% поступлений ЮНИСЕФ распределяются на услуги по программам. В программах ЮНИСЕФ особое внимание уделяется развитию служб на уровне общин для укрепления здоровья и благополучия детей. ЮНИСЕФ получил признание за свою работу, включая Нобелевскую премию мира в 1965 году, премию Индиры Ганди в 1989 году и Премию принцессы Астурийской в 2006 году.
Большая часть работы ЮНИСЕФ осуществляется на местах в 192-х странах и территориях. Сеть ЮНИСЕФ, насчитывающая более 150-и отделений, штаб-квартир и других отделений в различных странах, а также 34-х национальных комитетов, выполняет миссию ЮНИСЕФ в рамках программ, разработанных совместно с правительствами принимающих стран. 7 региональных отделений оказывают техническую помощь отделениям в различных странах по мере необходимости.
Отдел снабжения ЮНИСЕФ находится в Копенгагене и служит основным пунктом распределения таких важных предметов, как обеспечение вакцинами, антиретровирусными препаратами для детей и матерей с ВИЧ, пищевыми добавками, убежищами для неотложной помощи, также помощи в воссоединении семей и покупки учебных материалов. Исполнительный совет из 36-и членов устанавливает политику, утверждает программы и контролирует административные и финансовые планы. Исполнительный совет состоит из представителей правительства, которые избираются Экономическим и Социальным Советом Организации Объединённых Наций, как правило, на трёхлетний срок.
В 2018 году ЮНИСЕФ оказал помощь в рождении 27-и миллионов младенцев, доставил пентавалентную вакцину примерно 65,5 миллионам детей, предоставил образование 12-и миллионам детей, вылечил 4 миллиона детей с тяжёлым острым недоеданием и оказал помощь в 285-и чрезвычайных ситуациях в 90 странах. В связи с пандемией COVID-19 2020 года ЮНИСЕФ, Всемирная организация здравоохранения и другие агентства опубликовали руководство по здоровому воспитанию детей.

## История
Фонд под названием «Чрезвычайный фонд защиты детей ООН» (англ. United Nations International Children's Emergency Fund) был создан 11 декабря 1946 года по решению Генеральной Ассамблеи ООН в качестве временной вспомогательной организации для оказания помощи детям, в том числе пострадавшим в результате Второй мировой войны. Первым его возглавил Л. Райхман. В 1953 году ООН сделала организацию постоянной и расширила круг её деятельности, а фонд получил своё нынешнее наименование с сохранением первоначальной аббревиатуры UNICEF.
В 1965 году Детский фонд ООН получил Нобелевскую премию мира.
Под эгидой ЮНИСЕФ проходила программа «год ребёнка» в 1979 году.

## Финансирование
ЮНИСЕФ не получает никаких средств от ООН, его деятельность основана на добровольных пожертвованиях. Основными источниками средств, поступающих в фонд, являются ежегодные добровольные взносы государств-членов ООН, обеспечивающие две трети поступлений. Ежегодный добровольный взнос России с 2006 года составляет 1 миллион долларов США. Общий объем взносов России в ЮНИСЕФ с 2010 по 2016 гг. составил 33,1 миллионов долларов США.
В 2020 году общий объем поступлений от частного сектора составил 1,61 миллиардов долларов США, из которых 719,9 миллионов долларов США было получено по линии регулярных ресурсов и 889,2 миллионов долларов США — по линии прочих ресурсов.
Эмблема ЮНИСЕФ была размещена на футболках футбольного клуба «Барселона», но отнюдь не как эмблема спонсора. Каталонский клуб ежегодно выплачивает в фонд 1,5 миллиона евро из собственного бюджета на помощь детям.

## ЮНИСЕФ в России
ЮНИСЕФ осуществляет свои программы в 157 странах мира, в том числе в России. Представительство фонда в Москве было открыто в 1997 году. В связи со становлением полноправным партнёром фонда в 2012 году МИД РФ предоставило время фонду до конца 2012 года на завершение всех проектов в России и закрытие представительства.

## Критика
Детские программы
ЮНИСЕФ критикуют за то, что они фокусируются на специфической политике. В 2004 году редакция журнала «Ланцет» заявила, что политика фонда относительно детского благоустройства, основанная на Конвенции о правах ребёнка, хотя и соответствует политике международного развития, приводит к меньшему вниманию к вопросам жизни и смерти детей.
Программа ЮНИСЕФ стоимостью 27 миллионов долларов в Западной Африке в 2001–2005 годах, направленная на снижение детской смертности от болезней, была признана неудачной, согласно исследованию, которое выявило более высокие показатели выживаемости детей в некоторых регионах, которые не были включены в эту программу.
Критики утверждают, что акцент ЮНИСЕФ на правах, а не на безопасности и выживании идеалистичен, и что, сосредоточив внимание на политизированных правах детей, а не просто на выживании детей, ЮНИСЕФ косвенно способствовал кризису детской смертности.
В статье 2013 года в журнале US News & World Report утверждалось, что вмешательство ЮНИСЕФ в предоставление крупных денежных выплат развивающимся странам может привести к прекращению международного усыновления до тех пор, пока не будут выполнены все его рекомендации.
Кроме того, ЮНИСЕФ критикуют за финансовое одобрение якобы принудительной политики Китая по контролю рождаемости «Одна семья — один ребёнок» через UNFPA — увеличение пожертвования с 2 до 5 миллионов долларов в 1993 году.
В 2021 году ЮНИСЕФ опубликовал отчёт под названием «Цифровые инструменты обеспечения возраста и права детей в Интернете по всему миру». Документ, посвященный правам человека и цифровым инструментам, вызвал полемику после того, как в Интернете были распространены вводящие в заблуждение заявления и заголовки об отчете, основанные на статье консервативного Центра семьи и прав человека. Сайт проверки фактов Snopes оценил утверждение о том, что «в отчёте говорится, что порнография не всегда вредна для детей, а блокирование просмотра детьми порнографии в Интернете нарушает их права» как ложное. ЮНИСЕФ удалил отчёт, сославшись на искажение одной из его частей.
ЛГБТ
Русская православная церковь осудила ЮНИСЕФ за публикацию официальной позиции фонда в поддержку признания однополых союзов, изложенной в документе «Искоренение дискриминации детей и родителей по признаку сексуальной ориентации и/или гендерной идентичности». РПЦ выразила озабоченность использованием фондом своего международного статуса и ресурсов в поддержание явлений, противоречащих «традиционной культуре большинства народов, а также нормам естественной и религиозной нравственности» и не подкреплённых международными правовыми основаниями.
Католическая церковь также критикует ЮНИСЕФ (Ватикан иногда прекращает пожертвования на его развитие) из-за сообщений Американской лиги жизни и других организаций о том, что ЮНИСЕФ использовал часть этих денег для финансирования стерилизаций и абортов. Католики также обвинили ЮНИСЕФ в поддержке абортов через одобрение «высококачественных абортариев» на Международной конференции улучшения женского и детского здоровья в Кении в 1987 году.
Растрата
В 1995 году ЮНИСЕФ сообщил, что 24 сотрудника его офиса в Кении украли или растратили 10 миллионов долларов; на это мошенничество ушло более четверти двухлетнего бюджета ЮНИСЕФ для Кении в размере 37 миллионов долларов. В Германии в конце 2000-х годов ЮНИСЕФ обвиняли в злоупотреблениях и растрате средств. Это привело к тому, что 5000 постоянных доноров ЮНИСЕФ отказались от поддержки благотворительной организации, политики и общественные деятели, в том числе Ангела Меркель, потребовали объяснений, а председатель ЮНИСЕФ в Германии ушёл в отставку в 2008 году.
В 2012 году ЮНИСЕФ подтвердил мошенничество в рамках проекта по восстановлению школы в Пакистане, в результате которого в результате незаконного присвоения средств было потеряно около 4 миллионов долларов США.
Спецслужбы
Документы, обнародованные Эдвардом Сноуденом в декабре 2013 года, показали, что ЮНИСЕФ был в числе объектов наблюдения британских и американских спецслужб.
Сексуальное насилие
В сообщениях прессы за 2020 год сообщалось, что женщины в Демократической Республике Конго обвинили иностранных гуманитарных работников, в том числе сотрудников ЮНИСЕФ, в сексуальных домогательствах к ним. Всемирная организация здравоохранения назвала предполагаемые действия предосудительными, а представитель ЮНИСЕФ признал, что о таких случаях сексуального насилия в регионе не сообщается.
До этого, в 2018 году ЮНИСЕФ получали обвинения в сексуальных домогательствах. В 2018 году заместитель директора Джастин Форсайт ушёл из ЮНИСЕФ после обвинений в неподобающем поведении по отношению к сотрудницам-женщинам.
ЮНИСЕФ признал недостатки в своей гуманитарной поддержке детей, заявивших, что они подверглись изнасилованию и сексуальному насилию со стороны французских миротворцев в Центральноафриканской Республике.
Питер Ньюэлл, осужденный за сексуальные преступления в отношении детей, тесно сотрудничал с ЮНИСЕФ: он руководил благотворительной организацией, получившей сотни тысяч фунтов стерлингов от NSPCC.
Эндрю Маклауд, бывший начальник оперативного отдела Координационного центра ООН по чрезвычайным ситуациям, обвинил ЮНИСЕФ в неспособности принять меры по предотвращению злоупотреблений. Он заявил: «Во всем мире есть десятки тысяч гуманитарных работников со склонностями к педофилии, но если вы наденете футболку ЮНИСЕФ, никто не спросит, чем вы занимаетесь».